# بيلار أونزالو
بيلار أونزالو (24 يونيو 1957 في سالفاتييرا - 14 فبراير 2021 في فيتوريا-غاستيز) سياسية إسبانية.
أصبحت عضوًا في برلمان الباسك في 23 مارس 2000 لشغل المقعد الشاغر بعد اغتيال فرناندو بويسا من قبل إيتا، وهو المنصب الذي شغته حتى عام 2004. بين عامي 2004 و2009 كانت عضوًا في مجلس النواب، وبين عامي 2009 و2012 كانت عضوًا في مجلس النواب. الوزير الإقليمي للبيئة والتخطيط الإقليمي والزراعة والثروة السمكية في حكومة الباسك تحت رئاسة باتشي لوبيز.